# NRIP1
La proteína de interacción con receptores nucleares 1 (NRIP1) es una proteína que es codificada en humanos por el gen nrip1.
NRIP1 es una proteína nuclear que interacciona específicamente con el dominio de activación AF2 dependiente de hormona de receptores nucleares. También es conocida como RIP140. Esta proteína modula la actividad transcripcional del receptor de estrógeno. Estudios llevados a cabo en ratones knockout para el gen nrip1 demostró que los ratones se quedaban delgados incluso siendo alimentados con una dieta rica. NRIP1 forma parte del proceso por el cual un tumor puede causar caquexia. Parece ser que el principal papel de NRIP1 se encuentra en el tejido adiposo bloqueando la expresión de aquellos genes implicados en la disipación de energía y en el desacople mitocondrial, como pueden ser los que codifican la proteína desacopladora 1 y la carnitina palmitoiltransferasa 1b.

## Interacciones
La proteína NRIP1 ha demostrado ser capaz de interaccionar con:
- Receptor de ácido retinoico alfa[7][8][9]
- YWHAQ[10]
- Receptor de glucocorticoides[11][10][12]
- Histona deacetilasa 5[13]
- CTBP2[14][13]
- Receptor de estrógeno alfa[1][15][9]
- Receptor de aril hidrocarbono[16]
- Factor esteroidogénico 1[17][18]
- DAX1[18]
- CTBP1[13][19]
- Receptor X retinoide alfa[8][9]